# 목포부주초등학교
목포부주초등학교(木浦浮珠初等學校)는 대한민국 전라남도 목포시에 있는 공립 초등학교이다.

## 연혁
- 2013. 08. 12 목포부주초등학교 설립인가
- 2013. 08. 12 목포부주초등학교병설유치원 설립인가
- 2016. 03. 01 제1대 박종태 교장 부임
- 2016. 03. 01 목포부주초등학교 개교(369명, 15학급)
- 2016. 03. 04 목포부주초등학교 병설유치원 개원(3학급)
- 2016. 03. 21 16학급 편성(5학년 1학급 증편)
- 2016. 09. 01 17학급 편성(4학년 1학급 증편)
- 2017. 02. 09 목포부주초등학교병설유치원 제1회 졸업, 23명(남-13명, 여-10명) 누계 : 23명
- 2017. 02. 10 목포부주초등학교 제1회 졸업, 21명(남-9명, 여-12명) 누계 : 21명
- 2017. 03. 01 목포부주초등학교 22학급
- 2017. 03. 02 목포부주초등학교 신입생 171명 입학(남-93명, 여-78명)
- 2018. 02. 09 목포부주초등학교병설유치원 제2회 졸업, 22명(남-10명, 여-12명)누계 : 45명
- 2018. 02. 13 목포부주초등학교 제2회 졸업, 42명(남-21명, 여-21명)누계 : 63명
- 2018. 03. 01 목포부주초등학교 27학급
- 2018. 03. 01 제2대 박갑기 교장 부임
- 2018. 03. 02 목포부주초등학교 신입생 176명 입학(남:82명, 여:94명)
- 2019. 02. 14 목포부주초등학교병설유치원 제3회 졸업 23명, 누계:68명
- 2019. 02. 15 제3회 졸업생 76명 (남:42명, 여34명) 누계:139명
- 2019. 03. 01 32학급 편성
- 2019. 03. 04 목포부주초등학교 신입생 227명 입학(남:108명, 여:119명)
- 2020. 02  06 목포부주초등학교병설유치원 제4회 졸업 23명,  누계:91명
- 2020. 02. 07 제4회 졸업생(남:40명, 여:46명) 누계:225명
- 2020. 03. 01 35학급 편성